# Stelgistrum
Stelgistrum is een geslacht van straalvinnige vissen uit de familie van donderpadden (Cottidae).

## Soorten
- Stelgistrum beringianum Gilbert & Burke, 1912
- Stelgistrum concinnum Andriashev, 1935
- Stelgistrum stejnegeri Jordan & Gilbert, 1898